# Vagos Open Air
Vagos Open Air (VOA) foi um festival de música de heavy metal realizado em Vagos, Portugal, entre 2009 e 2015. O festival passou por várias transformações e mudanças organizacionais, sendo precursor do atual Vagos Metal Fest.

## História

### Origens: In Ria Rocks (2008)
O festival teve as suas raízes no evento de heavy metal chamado In Ria Rocks, realizado em 2008 em Vagos. Este evento foi organizado pela promotora Quatro Mares, liderada por Pedro Novo, Paulo Perdiz e Carlos Falcão. O sucesso do In Ria Rocks levou à criação do Vagos Open Air no ano seguinte.

### Fundação e Primeiras Edições (2009–2011)
Em 2009, foi lançado o Vagos Open Air, ainda sob a gestão da Quatro Mares. O festival destacou-se por trazer bandas internacionais como Amon Amarth e Moonspell nas suas primeiras edições, ganhando notoriedade no circuito europeu de festivais de música.

### Parceria com a Prime Artists (2012–2015)
A partir de 2012, o festival passou a ser organizado em parceria com a promotora Prime Artists, liderada por Carlos Marreiros. A associação permitiu expandir o evento e atrair nomes de peso no cenário do metal, como Opeth, Slayer e Arch Enemy.

### Mudança de Nome e Criação do Vagos Metal Fest (2016)
Em 2016, surgiram divergências entre a Prime Artists e a Câmara Municipal de Vagos. A promotora decidiu mover o evento para a Quinta da Marialva, em Corroios, adotando o nome de VOA – Heavy Rock Festival. Em resposta, a Câmara de Vagos apoiou a criação de um novo evento, o Vagos Metal Fest, que manteve a tradição de heavy metal na região.

### Crise e Nova Gestão (2023–2024)
Após anos de sucesso, os irmãos Salgado, responsáveis pelo Vagos Metal Fest desde a sua fundação, enfrentaram dificuldades financeiras em 2023, acumulando dívidas significativas. Em 2024, a gestão do evento foi assumida por Gonçalo (nome completo a confirmar), que revitalizou o festival sob uma nova estrutura empresarial.

## Impacto e Legado
O Vagos Open Air e o seu sucessor, o Vagos Metal Fest, desempenharam um papel crucial na promoção do heavy metal em Portugal, atraindo milhares de fãs e bandas de renome internacional. Estes eventos contribuíram significativamente para a economia local de Vagos e para o fortalecimento da cena musical alternativa no país.

## Edições Notáveis
- 2009–2015: Realizado em Vagos, com organização da Quatro Mares e da Prime Artists.
- 2016: Rebatizado como VOA – Heavy Rock Festival, moveu-se para Corroios.
- 2016–2023: O Vagos Metal Fest ocupou o lugar do Vagos Open Air em Vagos.

## Ligações Externas
- Site oficial do VOA – Heavy Rock Festival
- Site oficial do Vagos Metal Fest